# Operacija Proboj-1
Operacija Proboj-1 bila je tajna vojna akcija koji su sprovodili srbijanski MUP i JNA. Vođena je 1990./91., u isto vrijeme kad je u svijet plasiran KOS-ov film s Martinom Špegeljom, uhićenjem Antuna Kikaša u Zagrebu na Plesu. Korijeni sežu još od 1988., otkad je MUP Srbije tajno pripremao srpsku manjinu u Hrvatskoj za terorizam i rat za Veliku Srbiju. Cilj je bio srušiti novoizabranu hrvatsku demokratsku vlast, spriječiti osamostaljenje Hrvatske odnosno da Hrvatska nestane kao država te olakšati stvaranje Velike Srbije.Vodstvo je bilo u srbijanskome MUP-u, preciznije u Službi državne sigurnosti Republike Srbije, kojoj je na čelu bio Jovica Stanišić, a u vojnom dijelu vodstvo je bilo u JNA, pod zapovjedništvom general-majora Aleksandra Vasiljevića, prvo zamjenika načelnika "Uprave bezbednosti SSNO-a", a od 15. lipnja 1991. i načelnika te uprave. U sklopu tog plana pokrenuto je nekoliko akcija, dirigiranih iz Beograda: operacija Štit, operacija Proboj i operacija Labrador.
U Proboju-1 potajice su naoružavali pripadnike srpske manjine da bi terorizam dobio na momentu. Ova je operacija vođena iz Bosne i Hercegovine. Kod zračne luke Željave kod Bihaća bio je pomoćni objekt blizu skladišta s oružjem, kod KOS-ovaca zvan "Lovačka kuća". Otamo su pomoću srpske suradničke mreže a prema već prije pripremljenome planu svakodnevno kamioni natovareni oružjem odvozili oružje u srpska sela u Hrvatskoj. Najmanje po tri do četiri kamiona vozila su oružje iz skladišta. Vozili su ih redovni vojnici u JNA. Pratnja im je bila vojna policija JNA. Nakon što su istovarili oružje, podijelili su ga stanovnicima. Za uvježbavanje su osnovali terorističke centre u Hrvatskoj, a srpska tajna služba prvi je srpski teroristički centar za uvježbavanje osnovala 5. travnja 1991. u selu Golubiću kod Knina. Proboj-1 je zemljopisno bio vezan na jug i zapad Hrvatske. Operacija je klasični primjer prekograničnog krijumčarenja oružja i naoružavanja terorista i neosporivim dokazom agresije na međunarodnim sudovima.